# Mon mari se marie aujourd'hui
Pour plus de détails, voir Fiche technique et Distribution.
Mon mari se marie aujourd'hui (titre original : Heute heiratet mein Mann) est un film allemand réalisé par Kurt Hoffmann, sorti en 1956.
Il s'agit d'une adaptation du roman Heut heiratet mein Mann d'Annemarie Selinko.

## Synopsis
Thesi Petersen, originaire de Zurich, est une jeune créatrice de mode et, divorcée de son mari Robert, vit seule dans un petit appartement mansardé à Hambourg. Elle est chaotique mais jolie et toujours heureuse. Elle est envahie d'hommes dès qu'ils apprennent qu'elle est divorcée de son mari. Seul son dentiste Dr Agartz se montre distrait pendant le traitement, ne la reconnaît pas et lui révèle que Robert se mariera à nouveau et que ce n'est de toute façon que son ex qui a causé la séparation. Thesi est mécontente. Les souvenirs de son mariage avec Robert mènent à la réalisation que les deux se disputaient toujours pour de petites choses. Sa faute, par exemple, qu'il n'était jamais à la maison et qu'elle a réaménagé l'appartement entre-temps. À un moment donné, Thesi en a eu assez et a spontanément pris ses affaires.
Elle sort seule. L'écrivain Niki Springer et le consul allemand au Mexique Georg Lindberg la remarquent dans un café. Betsy, qui les aime tous les deux sans succès, amène Thesi à sa table ; elle avait rencontré Thesi quand elle préparait son visa allemand. Niki et Georg tombent amoureux de Thesi, qui s'engage avec les deux pour ennuyer Robert. Lors de sa fête de fiançailles, elle apparaît à l'improviste dans une robe audacieusement découpée, présente les deux hommes comme ses amants, fume une cigarette et part après un court laps de temps. L'assistance et Karin, la fiancée de Robert, restent sous le choc.
Thesi et Georg forment un couple. Bien que Thesi se soit prononcée à plusieurs reprises contre le mariage, elle devient sentimentale lorsque le mariage de Robert avec Karin se rapproche et que Georg doit retourner au Mexique. Elle accepte la quatrième demande de Georg et tous deux prévoient de se rendre ensemble au Mexique en bateau quelques jours plus tard. Robert apparaît de manière inattendue à la fête d'adieu de Thesi la veille du départ, il s'est disputé avec sa fiancée en raison de sa bonne relation avec Thesi. Ils reconnaissent tous les deux que leur mariage ensemble a également connu de belles phases.
Thesi se sent déjà malade pendant la célébration. Le lendemain, elle est hospitalisée pour la scarlatine. Georg prolonge ses vacances en Allemagne afin de lui rendre visite régulièrement à l'hôpital, mais c'est surtout Robert qui lui rend visite tous les jours. Bientôt, la chambre d'hôpital est pleine de fleurs des deux hommes. Thesi ne s'améliore que lentement. Elle utilise le temps pour réfléchir à ses sentiments. En fin de compte, il est clair pour elle qu'elle aime Robert plus que Georg. Georg repart au Mexique seul, mais remercie Thesi pour les plus beaux mois d'été qu'il ait jamais passés. Pendant ce temps, Robert s'est séparé de Karin, qui s'est rendu compte qu'il n'échapperait jamais à son ex. Lorsque Thesi entre dans son appartement mansardé, tous les meubles manquent. Avant qu'elle puisse appeler la police, Robert se tient devant elle. Il a ramené ses meubles dans son appartement pendant qu'elle était à l'hôpital, où la plupart d'entre eux se trouvaient également avant le divorce. Il ramène Thesi chez lui. Alors qu'il vient de partir au travail, Thesi réorganise spontanément l'appartement. Cette fois, Robert le prend avec humour et lui fait une demande en mariage, qu'elle accepte.

## Fiche technique
- Titre : Heute heiratet mein Mann
- Réalisation : Kurt Hoffmann
- Scénario : Johanna Sibelius, Eberhard Keindorff
- Musique : Hans-Martin Majewski
- Direction artistique : Robert Herlth
- Costumes : Ilse Dubois
- Photographie : Günther Anders
- Son : Hans Endrulat
- Montage : Gertrud Hinz (de)
- Production : Georg Witt (de)
- Société de production : Georg Witt-Film
- Société de distribution : Constantin Film
- Pays d'origine :  Allemagne de l'Ouest
- Langue : allemand
- Format : Noir et blanc - 1,66:1 - mono - 35 mm
- Genre : Comédie
- Durée : 91 minutes
- Dates de sortie :
  -  Allemagne de l'Ouest : 30 août 1956.
  -  Autriche : 1er septembre 1956.
  -  Allemagne de l'Est : 24 mai 1957.
  -  France : 10 janvier 1958[1].
  -  Danemark : 2 juin 1958.
  -  Suède : 22 septembre 1958.

## Distribution
- Liselotte Pulver : Thesi Petersen
- Johannes Heesters : Robert Petersen
- Paul Hubschmid : Georg Lindberg
- Gundula Korte : Karin Nielsen
- Gustav Knuth : Karl Nielsen
- Charles Régnier : Niki Springer
- Eva Maria Meineke : Betsy
- Ingrid van Bergen : Ulla Radtke, mannequin
- Ernst Waldow : Wilhelm Anders
- Lina Carstens : tante Erna
- Werner Finck: Dr Agartz, dentiste
- Margarete Haagen : Theophenia
- Fritz Hintz-Fabricius : le médecin-chef de l'hôpital
- Herta Saal (de) : Mme Nielsen

## Source de traduction
- (de) Cet article est partiellement ou en totalité issu de l’article de Wikipédia en allemand intitulé « Heute heiratet mein Mann (1956) » (voir la liste des auteurs).